# Meterana stipata
Meterana stipata là một loài bướm đêm trong họ Noctuidae.